# Maserati Kyalami

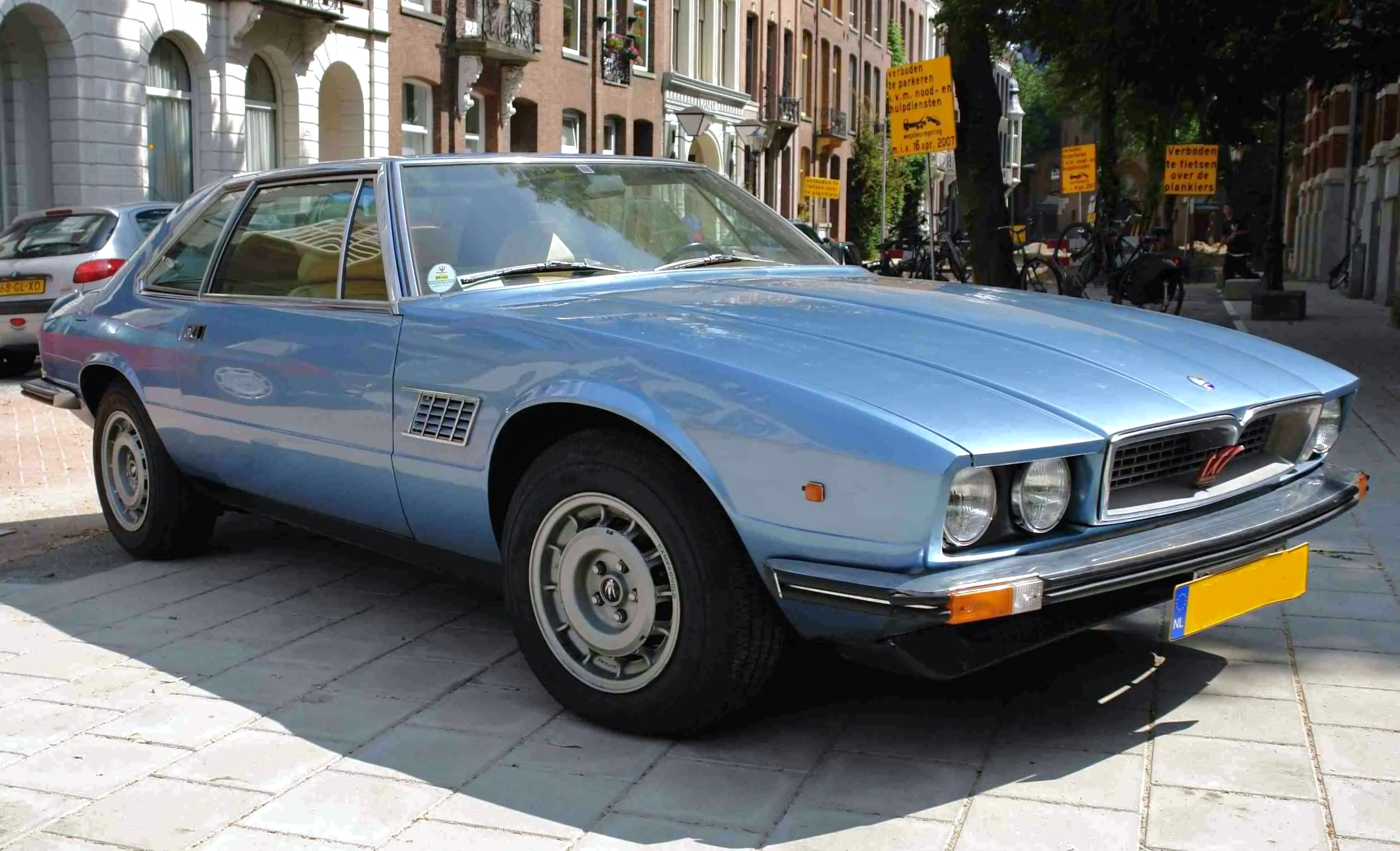
Maserati Kyalami

De Maserati Kyalami is een Italiaanse sportwagen, geproduceerd van 1976 tot 1983.
Toen Maserati door Alejandro de Tomaso werd overgenomen had het merk behoefte aan een opvolger van de Maserati Mexico, die al sinds het midden van de 60'er jaren op de markt was. Maserati had op dat moment geen middelen om een nieuw model van scratch af aan te laten ontwerpen, dus deed De Tomaso een greep in het modellen aanbod van zijn eigen merk, en liet de De Tomaso Longchamp (een ontwerp van Tom Tjaarda die bij Ghia werkte) restylen door Frua.
Er werd een Maserati V8 motor die reeds voorhanden was gebruikt. De auto is genoemd naar het circuit in Zuid-Afrika, werd in 1975 gepresenteerd aan de pers, en was vanaf 1976 leverbaar. Een echt groot succes werd het niet, slechts 198 exemplaren verlieten de fabriek, waarvan 124 met de 4,2 liter-motor (4136 cc) en 74 met de 4,9 liter (4931 cc). Ondanks het feit dat de auto bij klassieke-Maserati-liefhebbers nog steeds niet zo geliefd is als een Bora of een Ghibli, wordt hij door zijn schaarste toch steeds meer gewaardeerd.